# Чёрная Африка
Чёрная А́фрика (тропи́ческая А́фрика, субсаха́рская А́фрика) — название части африканского континента, находящейся к югу от пустыни Сахара. Эта часть Африки населена преимущественно негроидными народами (в отличие от европеоидов Северной Африки), что и послужило основанием для названия.
Разделение Африканского континента относят примерно к середине 3-го тысячелетия до н. э., когда начинается высыхание Сахары, ставшей практически непреодолимым препятствием для культурных контактов. Единственным связующим звеном остаётся долина Нила, вдоль которой возникло несколько цивилизаций, имевших связи с Древним Египтом.
В Чёрной Африке в 1-м тысячелетии до н. э. повсеместно распространяется металлургия железа. Здесь не сложилось культуры бронзового века, и произошёл непосредственный переход от неолита к железному веку. Культуры железного века распространяются как на западе (Нок), так и на востоке (северо-восток Замбии и юго-запад Танзании) Тропической Африки. Распространение железа способствовало освоению новых территорий, прежде всего — тропических лесов, и стало одной из причин расселения по большей части Тропической и Южной Африки народов, говорящих на языках банту, оттеснивших к северу и югу представителей эфиопской и капоидной рас.
Согласно современному политическому делению Чёрная Африка включает в себя 48 стран. Иногда к этому списку, по причине географической близости, добавляют Мадагаскар, хотя эта страна лежит на острове, а не на континенте.

## Полностью лежат к югу от Сахары
- Ангола
- Бенин
- Ботсвана
- Буркина-Фасо
- Бурунди
- Габон
- Гамбия
- Гана
- Гвинея
- Гвинея-Бисау
- Джибути
- Замбия
- Зимбабве
- Кабо-Верде (условно)
- Камерун
- Кения
- Коморы (условно)
- Республика Конго
- Демократическая Республика Конго
- Кот-д’Ивуар
- Лесото
- Либерия
- Маврикий (условно)
- Мадагаскар (условно)
- Малави
- Мозамбик
- Намибия
- Нигерия
- Руанда
- Сан-Томе и Принсипи (условно)
- Сейшельские Острова (условно)
- Сенегал
- Сомали
- Сьерра-Леоне
- Танзания
- Того
- Уганда
- Центральноафриканская Республика
- Экваториальная Гвинея
- Эритрея
- Эсватини
- Эфиопия
- Южно-Африканская Республика
- Южный Судан

## Частично лежат к югу от Сахары
- Судан
- Чад
- Нигер
- Мали
- Мавритания

## Население
| 7-8 детей 6-7 детей 5-6 детей 4-5 детей | 3-4 детей 2-3 детей 1-2 детей 0-1 детей |

### Рост населения
На фоне глобального демографического процесса старения населения Земли (кроме Африки к югу от Сахары) и вызванного им уже в ряде стран, как развитых так и развивающихся, демографического кризиса, Африка стоит особняком. Согласно данным прогноза ООН 2019 года, рост населения Земли почти остановится к концу XXI века, в значительной степени из-за падения мировых показателей рождаемости и старения населения. То, что произойдет в Африке сейчас и в ближайшие десятилетия, определит, какой размер и структуру будут иметь мировое население в конце XXI века. Вопрос о том, увеличится ли население мира до более чем 10 миллиардов человек, будет зависеть от скорости, с которой развивается Африка, особенно от того, как быстро женщины получают доступ к лучшему образованию, возможности женщин на рынке труда и насколько быстро будут происходить улучшения в области здоровья детей. Африка — единственный регион мира, в котором, по прогнозам, будет наблюдаться значительный прирост населения до конца этого столетия. Ожидается, что в период с 2020 по 2100 год население Африки увеличится с 1,3 млрд до 4,3 млрд человек. Прогнозы показывают, что этот прирост будет достигнут главным образом в странах Африки к югу от Сахары, численность населения которых к 2100 году ожидается вырастет более чем в три раза. Прогнозируется, что рост населения Африки будет оставаться сильным в течение всего этого столетия. Это также существенно важно для некоторых конкретных стран: например, в Нигерии (на 2020 год 206 миллионов человек) ООН прогнозирует население 794 млн в конце XXI века. В настоящее время, по данным ООН, общий коэффициент рождаемости в Африке по-прежнему составляет 4,4 ребёнка на женщину. Потребовалось 42 года (с 1972 по 2014 год), чтобы глобальный общий коэффициент рождаемости снизился с 4,5 до 2,5 детей. ООН прогнозирует, что для Африки это займёт больше времени — 56 лет (с 2016 по 2072 год). Есть основания для оптимизма в отношении того, что Африка может развиваться быстрее, чем предполагают прогнозы ООН.
К 2100 году 5 из 10 крупнейших по населению стран мира, по прогнозам, будут в Африке. По прогнозам, на шесть стран будет приходиться более половины прироста населения мира до конца этого столетия, а пять будут находиться в Африке. Ожидается, что население мира вырастет примерно на 3,1 миллиарда человек в период с 2020 по 2100 год. Более половины этого прироста ожидается в Нигерии, Демократической Республике Конго, Танзании, Эфиопии и Анголе, а также в одной не африканской стране (Пакистан). По прогнозам, к 2100 году пять африканских стран войдут в первую десятку стран мира по населению. Прогнозируется, что Нигерия превзойдет США как третью по величине населения страну в мире в 2047 году. Ожидается, что к 2100 году половина детей, рождённых во всем мире, будут рождены в Африке. Африка обгонит Азию по количеству рождённых детей к 2060 году. Половина всех рождённых детей в мире, как ожидается будет в Африке к 2100 году, по сравнению с тремя из десяти всех рождённых детей мира в 2019 году. Ожидается, что в период с 2020 по 2100 год в Нигерии родится 864 миллиона детей, что является самым большим показателем среди африканских стран. По прогнозам, число рождений в Нигерии к 2070 году превысит число рождений в Китае. Между тем, для примера, согласно прогнозам, к концу этого столетия в Азии родится примерно треть детей мира, по сравнению с примерно половиной сегодня и с 65 % в период 1965-70 годов.
В Чёрной Африке эндемичны многие инфекционные заболевания — как те, которые называют «великими убийцами» (СПИД, туберкулёз и малярия), так и те, которые ныне причисляются к «забытым болезням». Но, несмотря на то, что эти болезни ежегодно уносят миллионы жизней — они не останавливают рост населения.

## Галерея
- Эфиопское нагорье и гора Рас-Дашэн
- Водопад Тис-Ысат, на реке Голубой Нил, Эфиопия
- Пейзаж возле Хомбори, Мали
- Регион Сахель, Мали
- Побережье Камеруна - Гвинейский залив и остров Биоко на горизонте
- Вулкан Камерун
- Дюна 7 в пустыне Намиб высотой 383 м — высочайшая песчаная дюна в мире
- Водопад Виктория
- Мадагаскар, баобабы возле Morondava.
- Цинги-де-Бемараха — заповедник на Мадагаскаре